# Малис, Олег Адольфович
Оле́г Адо́льфович Ма́лис (14 декабря 1974, Москва) — основатель, управляющий партнёр инвестиционно-консалтинговой группы компаний Solvers.

## Биография
Родился 14 декабря 1974 года в Москве. Старший брат — Александр, президент компании «Евросеть» с 2009 года.
Окончил Московский государственный авиационный технический университет им. К. Э. Циолковского (сейчас — «Российский государственный технологический университет им. К. Э. Циолковского») по специальности «Инженер-системотехник, испытание летательных аппаратов» (1997).
В 2011 году основал инвестиционно-консалтинговую группу компаний Solvers, занимает пост управляющего партнёра.
С октября 2011 года является президентом Конгресса еврейских религиозных организаций и объединений в России.
В 2012 году стал владельцем 4,95 % акций финансовой корпорации «Открытие» и 4,91 % Номос-банка, позднее ФК «Открытие» полностью выкупила его долю в Номос-банке, а доля Малиса в «Открытии» выросла до 6,64 %. Весной 2014 года Олег Малис продал свою долю в ФК «Открытие» менеджменту корпорации.
В 2012 году основал компанию Solvers Estate, основным направлением деятельности которой является реализация проектов в сфере недвижимости в «Москва-Сити», среди которых — деловой комплекс «Империя», многофункциональный комплекс «Империя — 2» и др. Олег Малис является основным акционером ПАО «Сити» (управляющей компании ММДЦ «Москва-Сити»).

### Телекоммуникационный бизнес
- В 1995 основал вместе с братом Александром группу компаний «Корбина Телеком». Занимал пост вице-президента[12][13].
- В 2003 был назначен старшим вице-президентом в Golden Telecom, где отвечал за стратегию и M&A (от англ. Mergers and Acquisitions — «слияния и поглощения»)[12].
- В 2005 занял пост старшего вице-президента и управляющего активами ООО «Альфа-Телеком» (Altimo). Отвечал за управление крупными пакетами акций в компаниях «Вымпелком», «Киевстар», «МегаФон», Turkcell, «Евросеть»[14].
- В разное время входил в состав совета директоров Golden Telecom (2005—2008), «Вымпелкома» (2005—2011), Turkcell (2006—2013).
- В 2011—2012 — председатель совета Союза операторов связи LTE[9].
- 22 октября 2015 года Малис установил полный контроль над сетью «Связной», выкупив у Промсвязьбанка права требования «Связного» по кредиту на 6,5 млрд руб.[15] Малис обязался погасить задолженность перед Промсвязьбанком в размере 6,5 млрд, из которых 6 млрд – основная сумма долга, 500 млн – проценты.

## Личная жизнь
- Мать — Нина Ильинична Малис, профессор, заведующая кафедрой «Налоговое консультирование» в Финансовом университете при Правительстве Российской Федерации.
- Старший брат — Александр Малис, российский предприниматель. Chief Executive Officer в объединённой компании Евросеть с 2018 года по 31 мая 2019 года[16].

По информации СМИ, длительное время находился в гражданском браке с топ-моделью Еленой Ляндрес (двое детей: сын и дочь), в дальнейшем встречался с теле- и радиоведущей Ксенией Собчак.